# Strieniewo (rejon kaliniński)
Strieniewo (ros. Стренево) – wieś (dieriewnia) w Rosji, w obwodzie twerskim, w rejonie kalinińskim. W 2010 liczyła 23 mieszkańców.